# Thomas Ulsrud
Thoas Ulsrud, né le 21 octobre 1971 à Oslo et mort le 24 mai 2022, est un curleur norvégien.

## Carrière

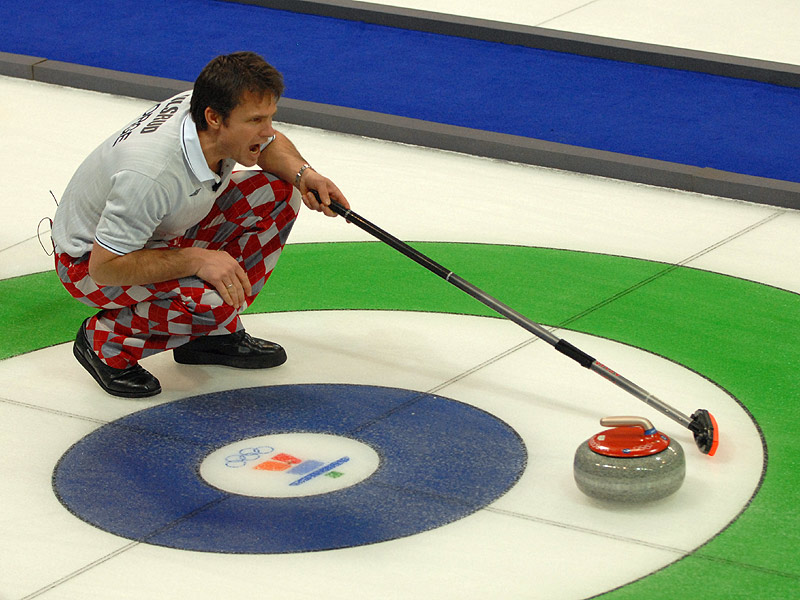
Thomas Ulsrud aux Jeux olympiques d'hiver de 2010 de Vancouver.

## Palmarès

### Jeux olympiques
| Édition    | Vancouver 2010 |
| Classement | Argent         |

### Championnats du monde
| Édition    | Kamploops 1998 | St John 1999 | Lowell 2006 | Edmonton 2007 | Grand Forks 2008 | Moncton 2009 |
| Classement | 5e             | 5e           | Bronze      | 8e            | Bronze           | Bronze       |